# Omloop van het Waasland 1971
 De 7e editie van de Belgische wielerwedstrijd Omloop van het Waasland vond plaats op 28 maart 1971. De start en finish vonden plaats in Kemzeke. De winnaar was Walter Planckaert, gevolgd door Fernand Hermie en Eddy Goossens.

## Uitslag
| Omloop van het Waasland 1971 |                   |              |         |
| Plaats                       | Naam              | Ploeg        | Tijd    |
| Winnaar                      | Walter Planckaert | Goldor       | 4u20'0" |
| 2                            | Fernand Hermie    | Goldor       | z.t.    |
| 3                            | Eddy Goossens     | Siriki-Munck | z.t.    |

1965 · 1966 · 1967 · 1968 · 1969 · 1970 · 1971 · 1972 · 1973 · 1974 · 1975 · 1976 · 1977 · 1978 · 1979 · 1980 · 1981 · 1982 · 1983 · 1984 · 1985 · 1986 · 1987 · 1988 · 1989 · 1990 · 1991 · 1992 · 1993 · 1994 · 1995 · 1996 · 1997 · 1998 · 1999 · 2000 · 2001 · 2002 · 2003 · 2004 · 2005 · 2006 · 2007 · 2008 · 2009 · 2010 · 2011 · 2012 · 2013 · 2014 · 2015 · 2016 · 2017 · 2018 · 2019 · 2020 · 2021 · 2022 · 2023 · 2024